# 아이볼 레코드
아이볼 레코드(Eyeball Records)는 1995년 북부 뉴저지주에서 창립된 인디 음반 회사이다. 대표적인 아티스트로는 서스데이, 마이 케미컬 로맨스 등이 있다.
2012년 아이볼 레코드는 해체되었다가 2020년에 다시 재설립했다.

## 아티스트
- 마이 케미컬 로맨스
- 홀 & 오츠